# Beware Of The Dog
Beware Of The Dog es el segundo álbum de la banda boliviana Unit, lanzado el año 2006. El álbum captura el sonido que caracterizaría en adelante a Unit, las guitarras distorsionadas, la batería pesada y la agresividad del vocalista, David Bedregal, son los puntos altos del álbum. Se lanzaron 3 sencillos para la radio: "Dog Of The Fog Off The Country", una "oda" al género del grunge y a las influencias de la banda; "Not Afraid" y finalmente "Vein". "Dog Of The Fog Off The Country" y "Not Afraid" estuvieron apoyados por sus respectivos videos. Además el álbum incluía un DVD con el videoclip de "Dog Of The Fog Off Country". La característica del álbum fue el "perro", apareciendo en los videos de la banda como en imágenes en sus conciertos.

## Lista de temas
1. "Not Afraid" - 4:09
2. "Let Me Breathe" - 4:10
3. "Dog Of The Fog Off The Country" - 3:50
4. "G.W.B." - 5:13
5. "Vein" - 4:51
6. "Oughta Love" - 4:41
7. "Dogs" - 3:22
8. "Priest" - 5:03

## Videoclips
1. "Dog Of The Fog Off The Country"
2. "Not Afraid"

- Datos: Q5727516